# Jenner (berg)
De Jenner is een berg in het Berchtesgadener Land in de deelstaat Beieren, Duitsland. De berg heeft een hoogte van 1874 meter.
De Jenner is onderdeel van het Göllmassief, dat weer deel uitmaakt van de Berchtesgadener Alpen.